# Condado de Fentress
El condado de Fentress (en inglés: Fentress County, Tennessee), fundado en 1823, es uno de los 95 condados del estado estadounidense de Tennessee. En el año 2000 tenía una población de 16.625 habitantes con una densidad poblacional de 13 personas por km². La sede del condado es Jamestown.

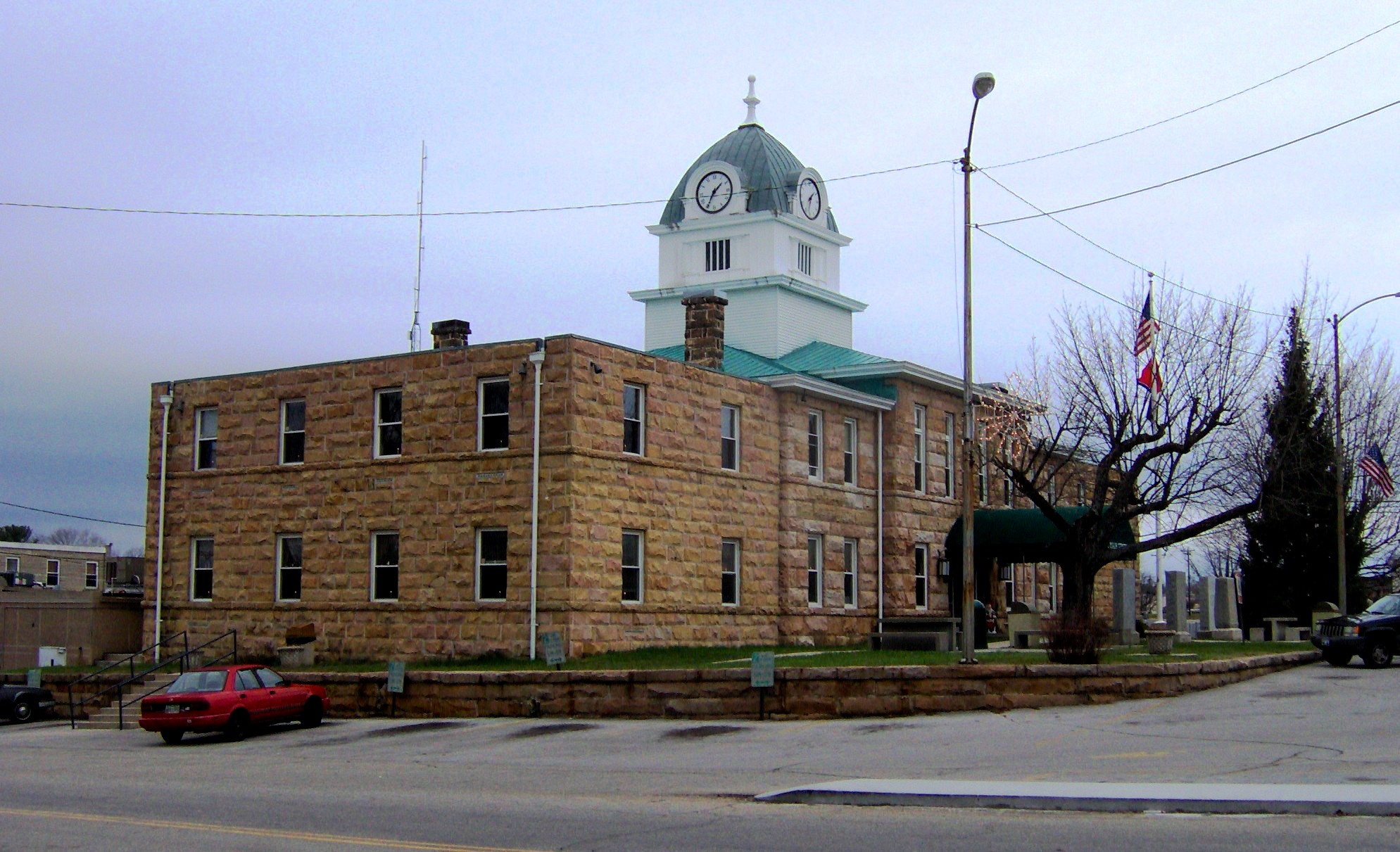
Fentress Corte del Condado en Jamestown, Tennessee

## Historia
El Condado de Fentress , se formó en 1823 a partir de porciones de Condado de Morgan, Condado de Overton y Condado de White. El condado fue nombrado en honor de James Fentress (1763-1843).

## Geografía
Según la Oficina del Censo, el condado tiene un área total de 1292 km² (498,8 mi²), de la cual 1292 km² (498,8 mi²) es tierra y 1 km² (0,4 mi²) es agua.

### Condados adyacentes
- Condado de Pickett norte
- Condado de Scott este
- Condado de Morgan sureste
- Condado de Cumberland sur
- Condado de Overton oeste
- Condado de Putnam suroeste

## Demografía
En el 2000 la renta per cápita promedia del condado era de $23,238, y el ingreso promedio para una familia era de $28,856. El ingreso per cápita para el condado era de $12,999. En 2000 los hombres tenían un ingreso per cápita de $23,606 contra $18,729 para las mujeres. Alrededor del 23.10% de la población estaba bajo el umbral de pobreza nacional.

## Lugares

### Ciudades y pueblos
- Allardt
- Jamestown

### Comunidades no incorporadas
- Armathwaite
- Banner Springs
- Boatland
- Clarkrange
- Forbus
- Grimsley
- Little Crab
- Mount Helen
- Pall Mall
- Shirley
- Tinchtown
- Wilder